# Anders Torstenson
 Ej att förväxla med stadsplaneraren Anders Torstensson.

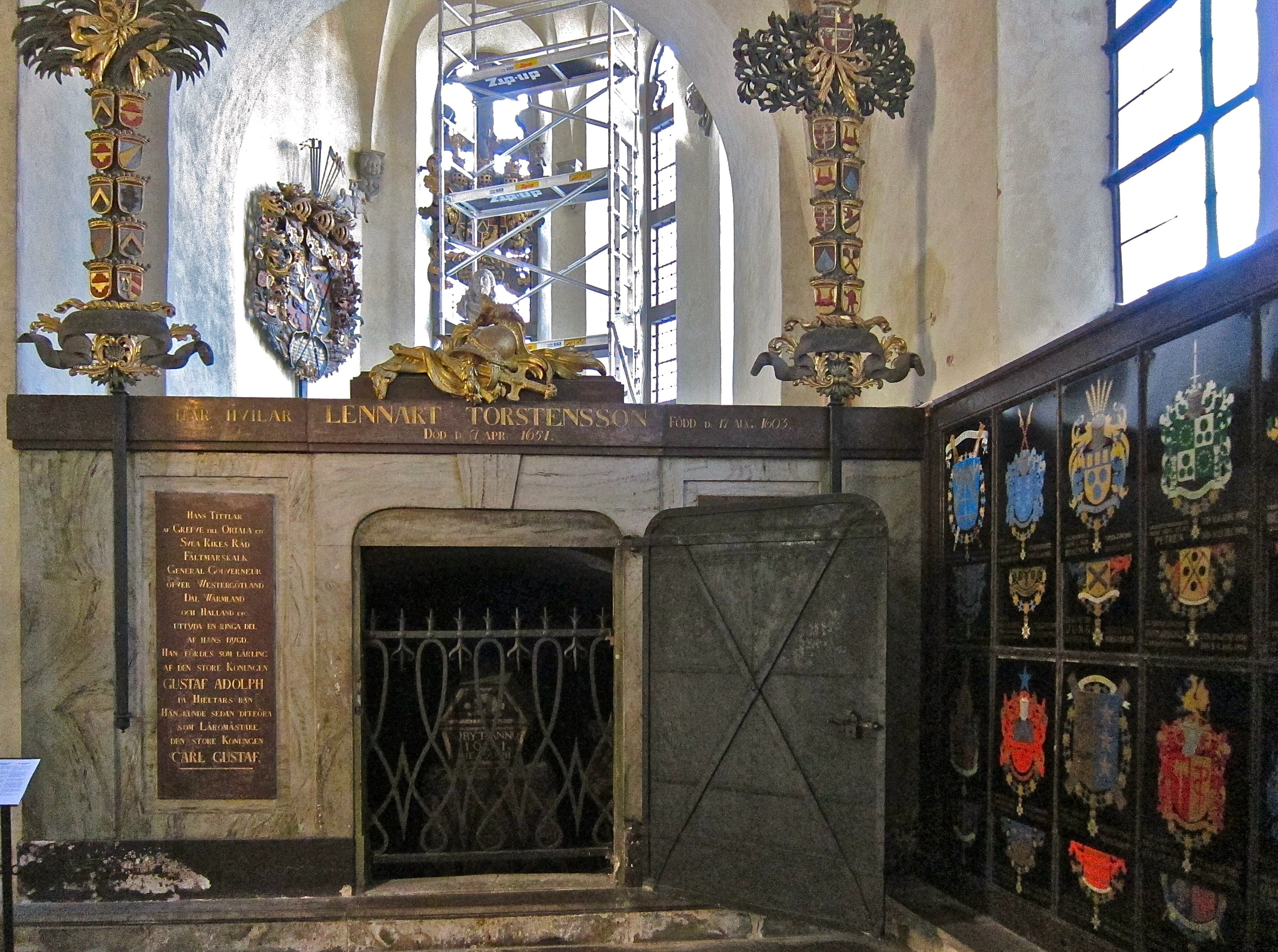
Torstensonska gravkoret i Riddarholmskyrkan på Riddarholmen.

Anders Torstenson, född 20 januari 1641 i Stralsund, död 8 november 1686 i Stockholm, var svenskt riksråd, generalguvernör över Estland och greve. Han var greve av Ortala, friherre till Virestad, herre till Forstena, Herrö, Rasiek, Lennartsnäs, Segersjö, Ökna och Lidö med flera. Han blev sedermera också herre till Ulvsunda slott i Bromma socken och Penningby slott i Länna socken i Norrtälje, båda i Uppland. Han var son till framstående fältherren Lennart Torstenson på Ulvsunda och hans hustru grevinnan Beata De la Gardie.
Torstenson gjorde en snabb karriär, som dock huvudsakligen förklarades av fadern, fältmarskalken Lennart Torstensons framgångar och rykte som militär. Anders Torstensons uppväxttid är ganska okänd. Men liksom sin far kom han till hovet som kammarpage hos drottning Kristina 1652, det vill säga redan vid 11 års ålder. I april 1653, då Anders var 12 år, rapporterade hovmannen Johan Ekeblad att Anders Torstensons bror Gustaf, som då var 19 år gammal, hade dödats i en duell. Gustaf var då det enda dittills överlevande syskonet. I och med detta blev Anders Torstenson den ende överlevande på svärdssidan.

## Personuppgifter
Anders Torstenson föddes 20 januari 1641 som son till fältmarskalken Lennart Torstensson, och upphöjdes i grevligt stånd när denne blev adlad. Genom fadern tillhörde han den ätt som brukar kallas Forstenaätten, uppkallad efter den gård som de kom ifrån. Hans mor var friherrinnan Beata De la Gardie i hennes första gifte. Modern Beata Johansdotter De la Gardie (1612–1680) gifte sig första gången 1633 med Lennart Torstenson och andra gången gifte hon sig 25 juli 1653 på Bogesunds slott med riksdrotsen Per Brahe den yngre (1602–1690) i hans andra gifte. Modern var född 20 augusti 1612 på Åbo slott, död 28 oktober 1680 och begraven 16 februari 1681 i en stor kopparkista, överdragen mellan de försilvrade ornamenten med svart kläde, i Torstensonska gravkoret i Riddarholmskyrkan, hon var dotter till riksrådet friherre Johan De la Gardie (1582–1642), och hans första fru friherrinnan Catharina Oxenstierna (död 1625).
Av Anders Torstensons fyra syskon var det bara han själv som uppnådde mogen ålder. En äldre bror, Gustaf Adolf, född 1634, avled i en duell 1653 och en äldre syster, Märta Elisabet blev bara tre år, hon var född 1639, men avled 1642. Hans båda yngre syskon, Johan Gabriel föddes 1642 och avled samma år, systern Margareta Catharina blev endast nio år gammal, hon föddes 1643 och avled 1652.

## Familj

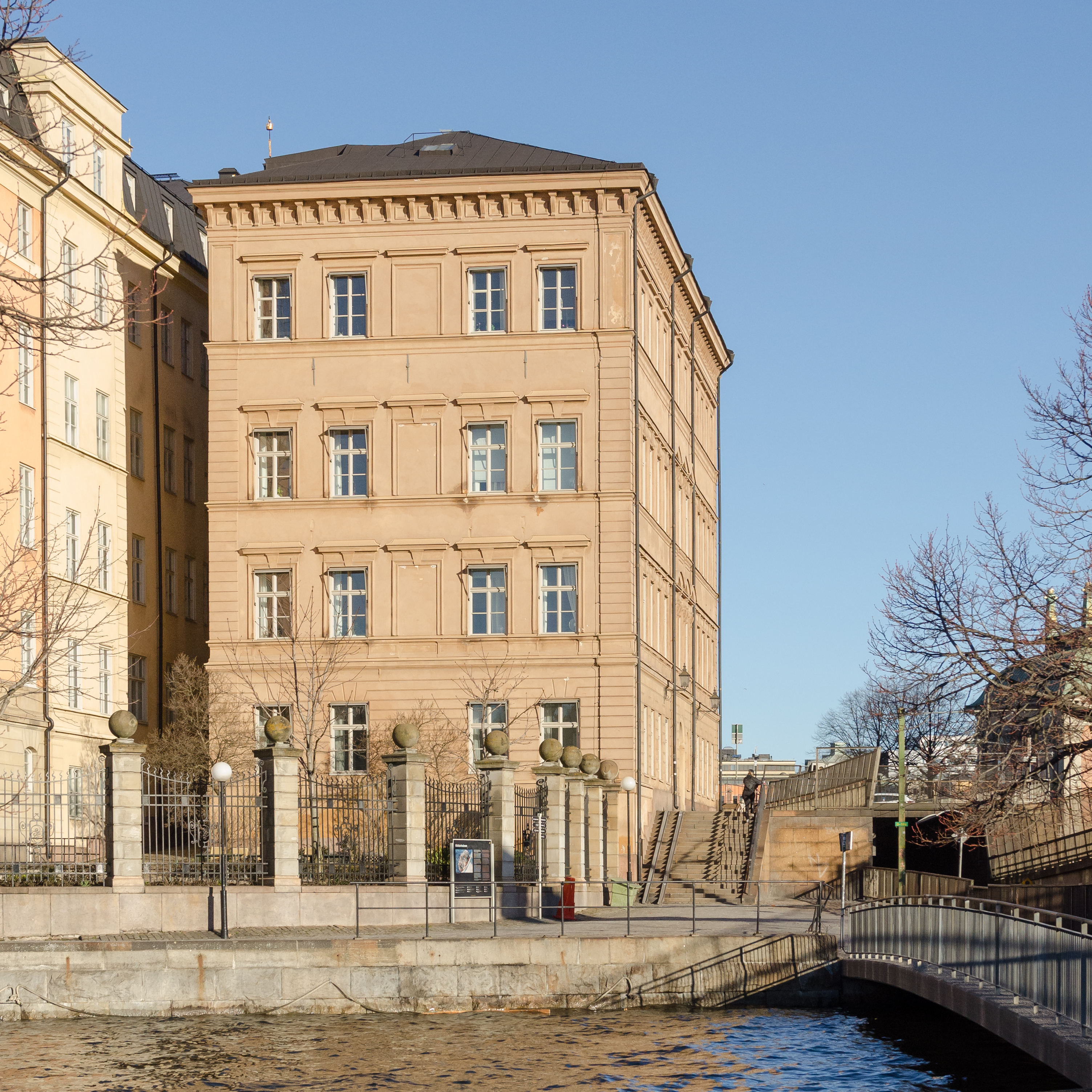
Anders Torstenson gifte sig 1665 i Johan Sparres hus, dagens Hebbeska huset, på Riddarholmen i Stockholm. Huset uppfördes 1628 för riksrådet Johan Sparre.

Anders Torstenson gifte sig 10 oktober 1665 i Johan Eriksson Sparres hus, dagens Hebbeska huset, på Gråmunkeholmen, dagens Riddarholmen i Stockholm med grevinnan Christina Catharina Stenbock (1649–1719), hon var dotter till riksrådet och riksamiralen friherre Gustaf Otto Stenbock, greve Stenbock, och hans första fru friherrinnan Brita Horn af Åminne. Med deras son Carl Ulrik Torstenson (1685–1727) överste för Närke-Värmlands regemente, utgick den grevliga ätten Torstenson på svärdssidan. Anders Torstenson blev far till 15 barn, åtta flickor och sju pojkar, många dog i förtid. En dotter och en son gifte sig, men de förblev emellertid barnlösa och släkten utslocknade. Efter Anders Torstensons död 1686 ägde hans änka grevinnan Christina Catharina Stenbock Ulvsunda slott i Bromma.

## Barn
Anders Torstenson och Christina Catharina Stenbock fick tillsammans femton barn. 
- En dotter, född 1667, död samma år
- Beata, född 1667, död 1691, gift 3 juni 1690 på Stockholms slott med överstelöjtnanten greve Gustaf Adolf von Ascheberg
- Brita Christina, född 1669, död 1671, begraven i Riddarholmskyrkan
- En dotter, född 1670, död samma år
- Lennart, född 1672, död 1678, begraven i Riddarholmskyrkan
- Margareta Magdalena, född 1673, kammarhovfröken, den sista av den Torstensonska ätten, död 1747, begraven i Riddarholmskyrkan
- Gustaf Otto, född 1674, död 1690, begraven i Riddarholmskyrkan
- Johan Gabriel, född 1675, mördad 1693, begraven i Riddarholmskyrkan
- Anders, född 1676, överste, död 28 juni 1709 i slaget vid Poltava
- Märta, född 1677, kammarhovfröken, död 21 december 1696, hon var förlovad med sedermera landshövdingen Carl Gustaf Soop
- Jakob, född 1678, överste, död 1715, stupade ogift 4 november 1715 i träffningen vid Stresow på Rügen
- Leonarda Amalia, född 1681, död 1712, ogift, begraven i Riddarholmskyrkan
- Carl Ulrik, född 1685, till Ulvsunda i Bromma socken, Stockholms län, överste, gift 8 december 1719 med grevinnan Anna Margareta Oxenstierna af Croneborg, död barnlös 20 december 1727 i Bryssel under resa till varma baden i Aachen, begraven i Riddarholmskyrkan tillsammans med hustrun och hustruns andra man Ture Gabriel Bielke
- Erik, född 1686, kammarherre, död 1718, begraven i Riddarholmskyrkan[5]

## Karriär
Anders Torstenson blev student vid Uppsala universitet 3 november 1649. Sedan blev han kammarpage hos drottning Kristina 1652. Därefter blev reste han på utrikes resor åren 1659–1663. Han blev löjtnant vid livgardet 4 april 1664 och kapten över livkompaniet med överstelöjtnants titel den 13 oktober 1664. 1667 blev han överste och 26 augusti 1668 blev han riksstallmästare. Den 1 januari 1673 blev han medlem av riksrådet, men han avgick redan året därpå för att bli generalguvernör i Estland och ståthållare på Revals slott, dagens Tallinn, den 22 september 1674, detta var en post där han stannade till 1681, då han tog avsked. Slutligen, 1684 (eller 1685) förordnades han till president i Åbo hovrätt, men kom på grund av sjukdom inte att tillträda ämbetet. Han avled i Stockholm den 8 november 1686.
Han beskrivs såsom en ädel och välmenande man, "den där aldrig tillstyrkte något, som kunde lända en enda människa till skada, och som för sin egen del hellre ville lida än göra orätt."[källa behövs]
Anders Torstenson "säges ha förlorat största delen av sin stora förmögenhet genom reduktionen. Vissa källor uppger att hans änka och barn lämnades i stor fattigdom". Men bouppteckningen avslöjar att familjen trots reduktionen "ägde gods och gårdar som gav avkastning i landskap efter landskap". Visserligen indrogs ett av de stora familjegodsen, Ortala i Uppland 1676 och Segersjö 1681. Mycket återstod dock, bland annat Ulvsunda, som överförts på hans mor, Beata De la Gardie.

## Ulvsunda slott

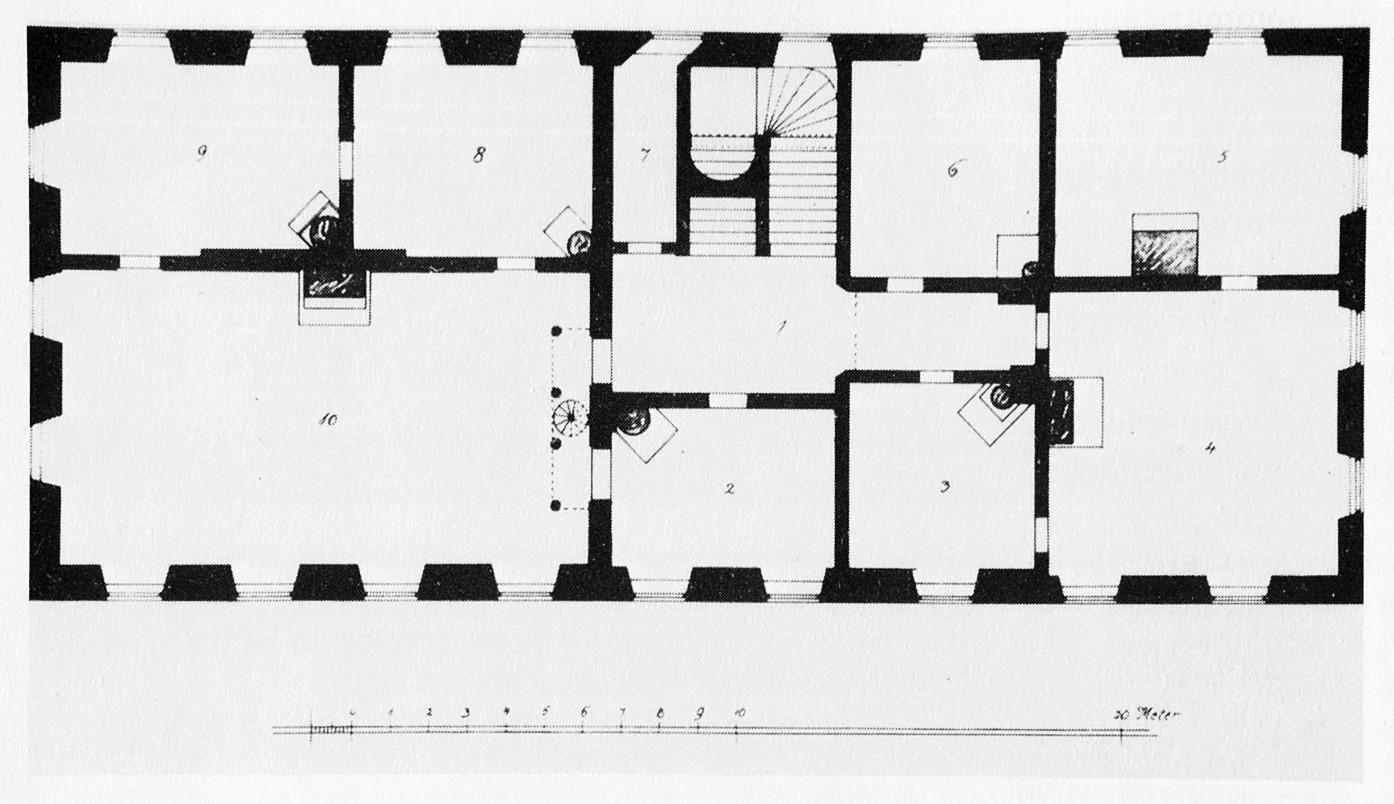
Plan av översta våningen på Ulvsunda slott av Nicodemus Tessin den äldre mellan 1742 och 1748.

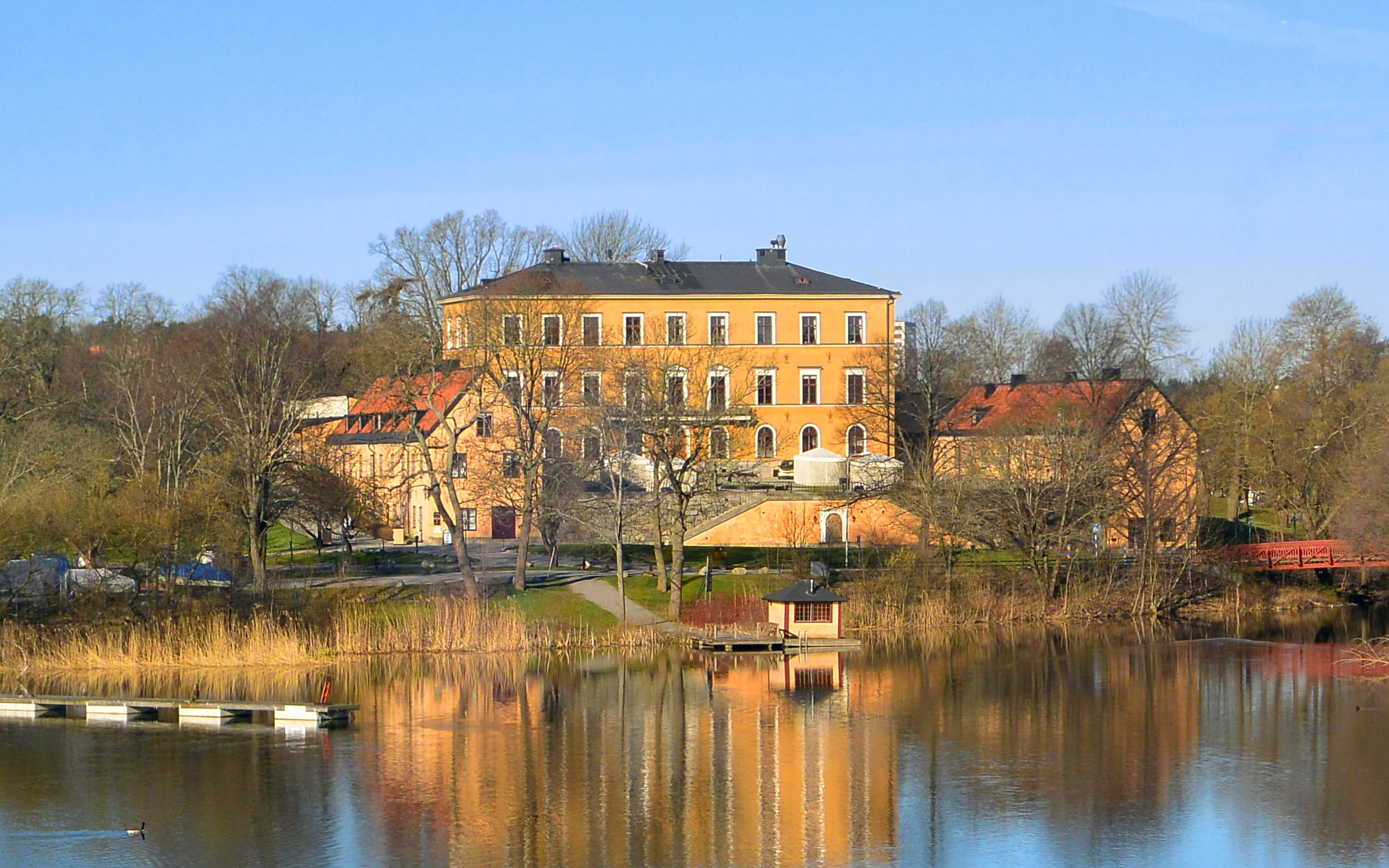
Ulvsunda slott med flyglarna från sjösidan vid Ulvsundasjön.

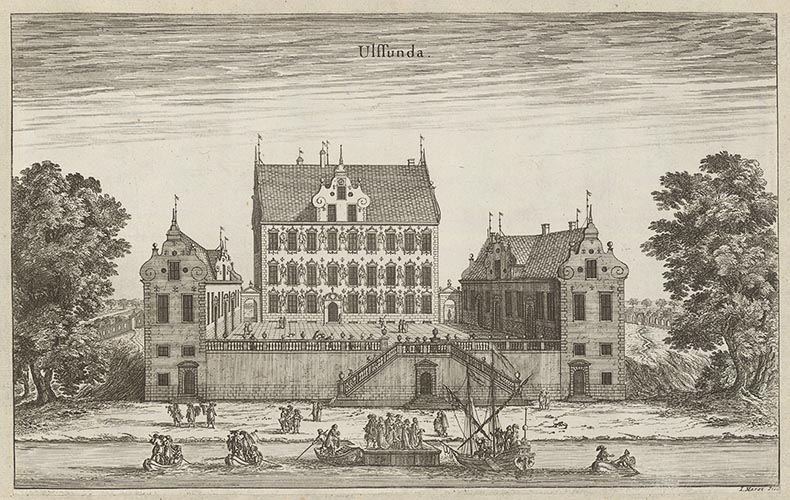
Ulvsunda slott i Erik Dahlberghs Suecia Antiqua et Hodierna på ett kopparstick av Jean Marot från 1670.

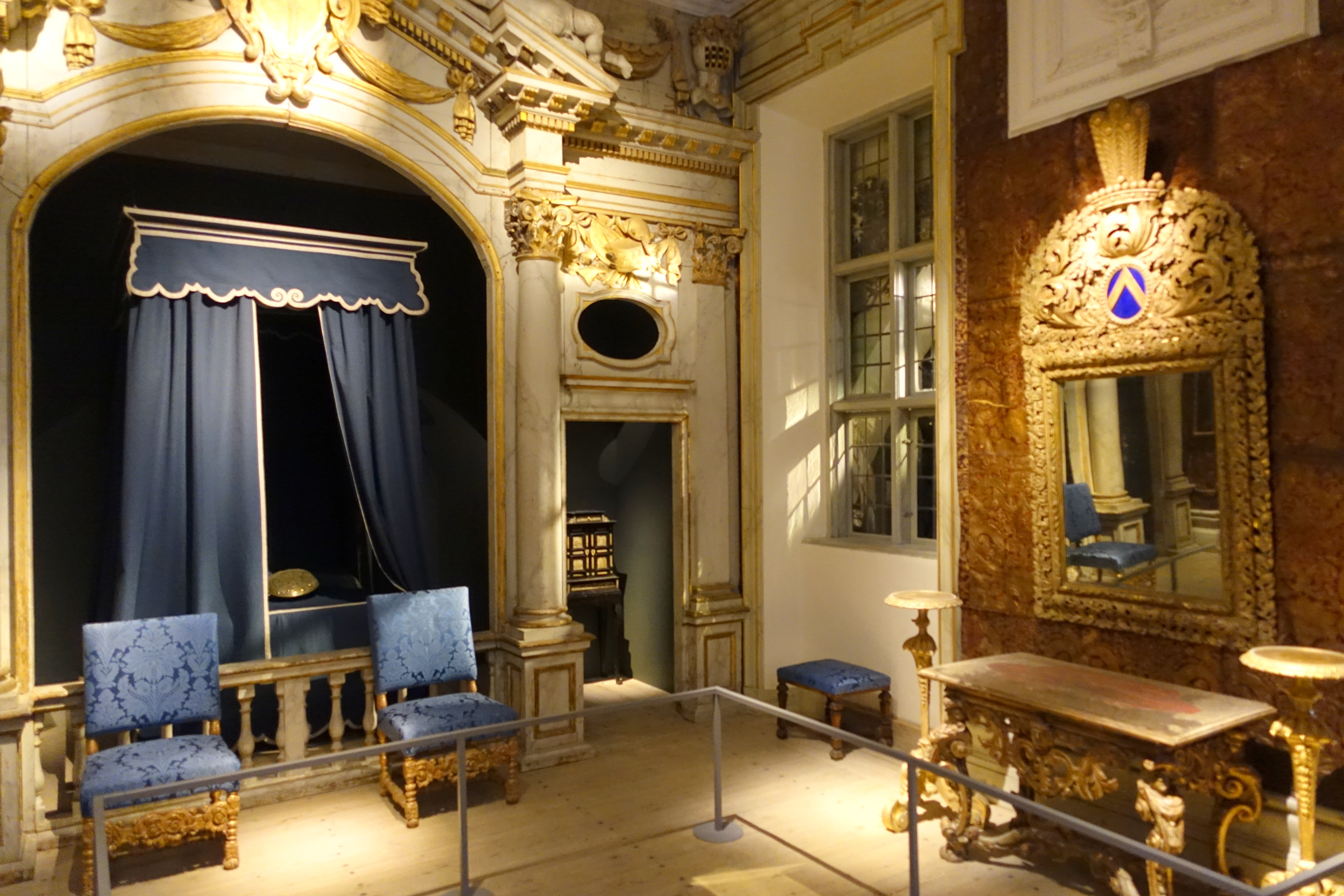
Paradsängkammaren på Ulvsunda slott byggdes under Anders Torstensons tid som ägare, bilden visar fasaden till Ulvsunda-alkoven, den såldes 1905 till Nordiska museet.

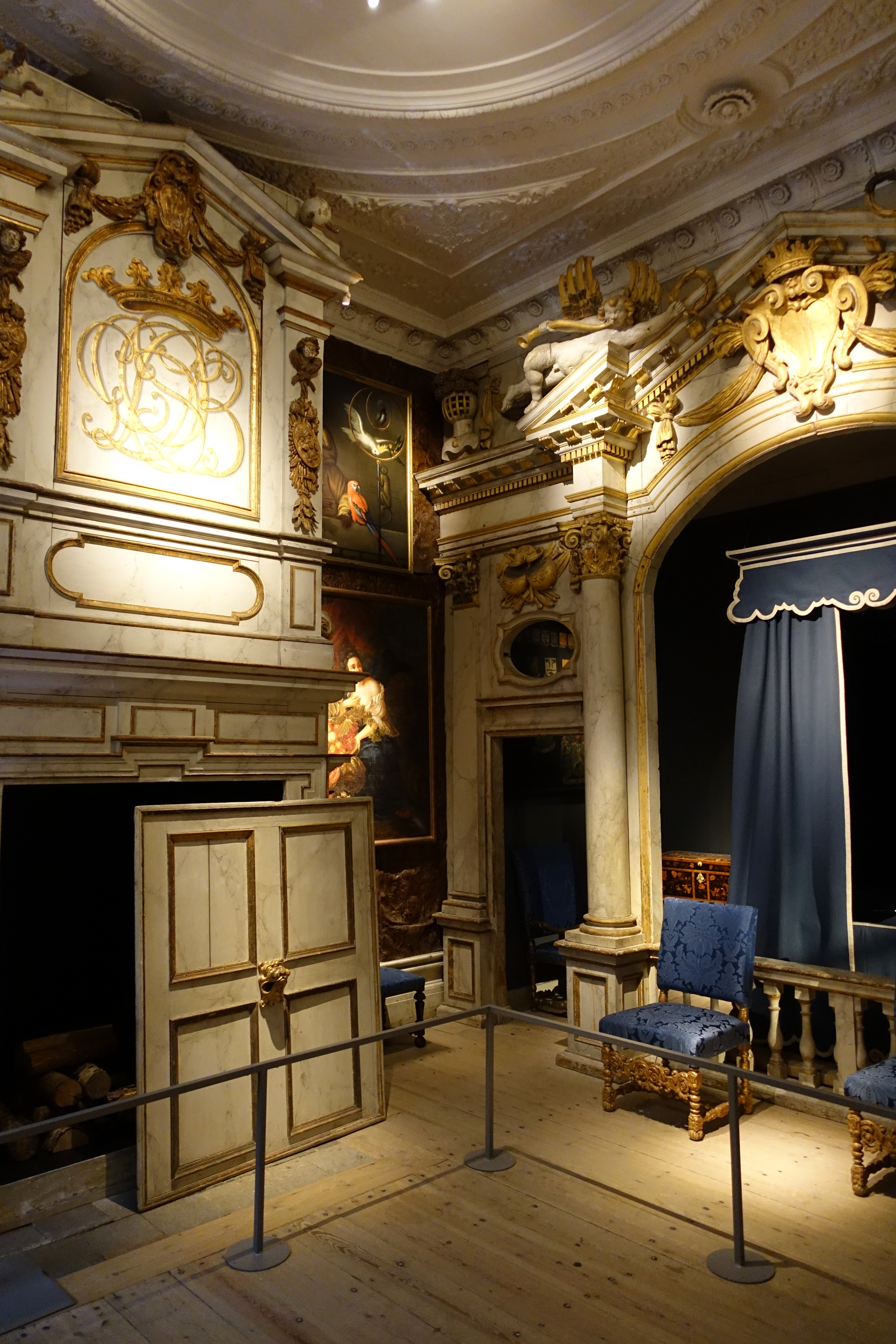
Den öppna spiseln i Ulvsunda-alkoven med monogrammet "CSBGOD".

När fadern Lennart Torstenson dog 1651, var Anders bara tio år. Därför sköttes slottet av änkan, Beata De la Gardie. Den 13 januari 1663 skrev hovmannen Johan Ekeblad: "Jag skall i morgon följa hennes majestät till Ulfsunda - till Grefvinna fru Beata De la Gardie eller Grefve Anders, jag vet aldrig hvilken som är herre i huset...". Enligt professor Gösta Selling är det Anders Torstenson som "företagit en del moderniseringar på sitt stamgods Ulvsunda, byggt de fyra flygel-paviljongerna i trädgården och inrett paradsängkammaren", troligen med Nicodemus Tessin den äldre som arkitekt. Nicodemus Tessin hade, enligt konsthistorikern August Hahr, "en synnerlig förkärlek för paviljongartat framsprängande flyglar, ett drag som visar hän på fransk byggnadskonst".
Det kan inte säkert bestämmas när de fyra paviljongerna byggdes. De fyra paviljongerna är inritade  väster om slottets huvudbyggnad i Lantmäteriets uppmätning av Ulvsunda säterigård 1742. Gösta Sellings antagande är att paviljongerna, både de nordöstra och nordvästra, och de sydöstra och sydvästra, har förenats, troligen med murar. Man antar att således att paviljongerna byggts under Anders Torstensons tid. På en plankarta från 1710, som också finns på Lantmäteriet, har Ulvsunda utmärkts med schematiskt hustecken från en uppmätning av Linta by i Bromma socken. Av hustecknen kan man emellertid inte dra några slutsatser om paviljongernas utseende.
Lennart Torstenson fick besök av drottning Kristina 1647, enligt Gösta Selling. Drottningen bodde då möjligen i slottets översta våning, som från början måste ha fungerat som en fest- och paradvåning. Paradsängkammarens "pompösa utsmyckning" kontrasterar på ett mycket påfallande sätt mot de övriga rummens "karga och strama inredning". Interiörerna i dessa rum har en "stämning av kärv medeltid". Den klassicism som tar sig uttryck i de målade taken, är således "mera betingad av ämnesvalet än av stiluppfattningen", den är "tafatt och en smula provinsiell".  Men alkovfasaden tillhör dock, fortsätter Selling, inte slottets äldsta inredning. Av stilen att döma kan den dateras till senare delen av 1600-talet. Fasadens flätade monogram "CSBGOD" på Catharina Stenbock, dotter till Gustaf Otto Stenbock.
Efter Anders Torstensons död 1686 blev Christina Catharina Stenbock ägare till slottet. Hon avled 1719. Paradsängkammaren inreddes redan under Anders Torstensons tid, antar Gösta Selling. Varken färgen eller emblemen avspeglar Catharina Stenbocks änkestånd. Efter reduktionen hade hon också ekonomiska problem. Hon fick vid minst ett tillfälle ekonomisk hjälp av Karl XI hustru, drottning Ulrika Eleonora, i form av 4000 riksdaler. Rummet utanför sängkammaren, det vill säga nuvarande Musikrummet, kallas i ett inventarium från 1763 i samband med greve Ture Gabriel Bielkes död för "drottning Kristinas förmak". År 1905 såldes paradsängkammaren till Nordiska museet för 557:50 kronor (i 1996 års penningvärde ca 22000 kronor). Paradsängkammaren från Ulvsunda slott ingår i museets permanentutställning "Svensk Bostad".
Anders Torstensons son Carl Ulrik Torstenson (1685–1727) blev den siste manlige arvtagaren i sin släkt. Sonen gjorde en militär karriär och slutade som överste för Närke-Värmlands regemente 1727. För sitt slott hade inte mycket till övers, eftersom han var strängt upptagen av sin militära karriär. Slottet fick troligen förfalla under Carl Ulriks tid, påpekar också författaren och bibliotekarien Sixten Rönnow. Carl Ulrik Torstenson deltog i otaliga strider runt om i Europa under sin tjänstgöring. I slaget vid Poltava 1709, då han var 24 år gammal, blev han allvarligt sårad, men trots det följde han kungen till Turkiet, där han kämpade under kalabaliken i Bender. Han deltog i det norska fälttåget 1718, då kungen stupade vid Fredrikshald. Som generallöjtnant var han kungens ständige följeslagare. Carl Ulrik Torstenson gifte sig 1719 med grevinnan Margareta Oxenstierna, men äktenskapet blev barnlöst. Under en resa till de varma baden i Aachen avled han 1727 och den Torstensonska släkten dog ut på manssidan. En annan av Anders Torstensons söner, överste Anders Torstenson (1676–1709), och äldre bror till Carl Ulrik Torstenson, deltog också i slaget vid Poltava 1709. Brodern, som då var 33 år gammal, stupade emellertid i strid den 28 juni 1709 i slaget som utkämpades vid slutskedet vid Poltava.

## Ortala vallonbruk

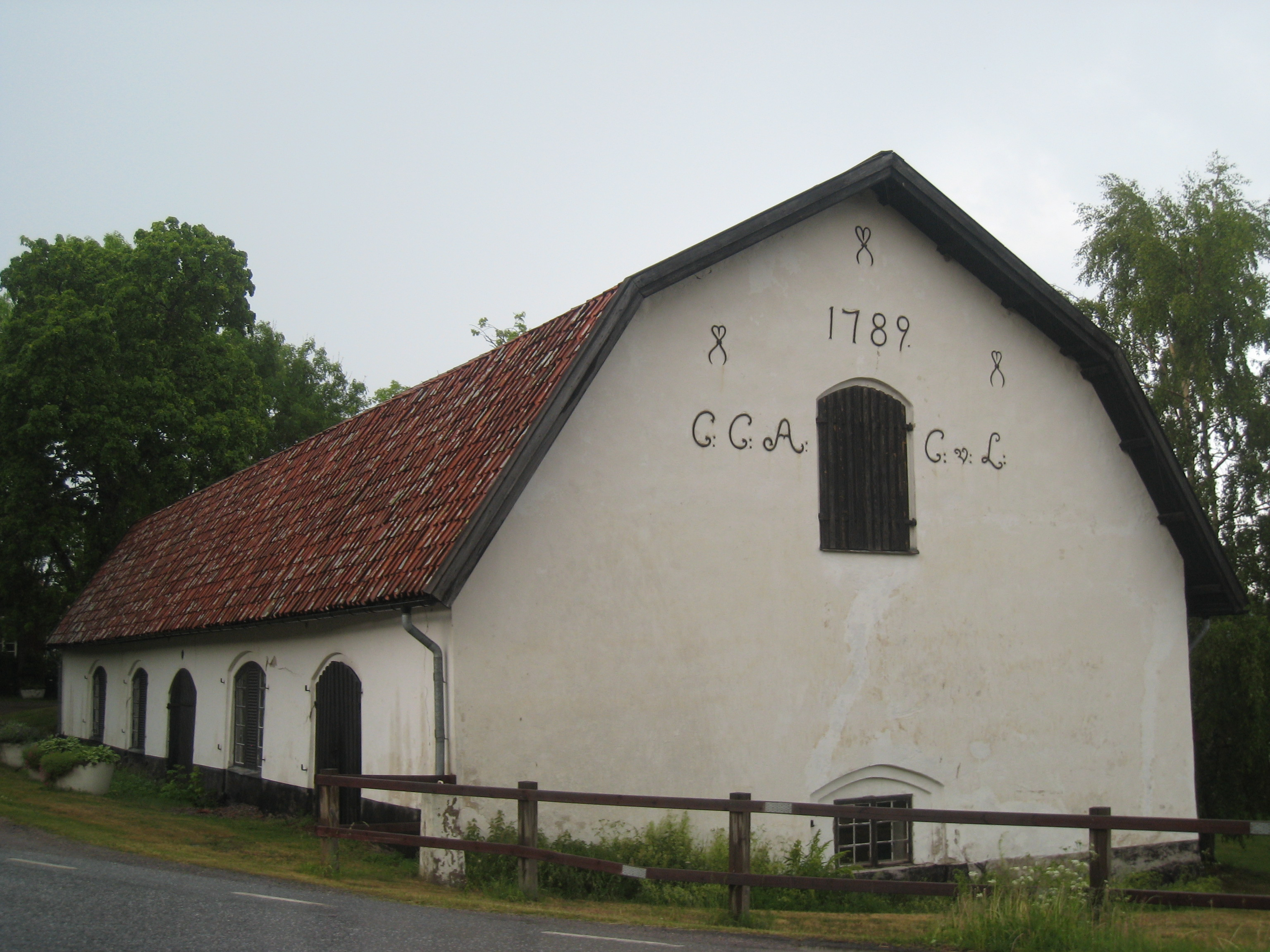
Anders Torstenson var greve av Ortala. Ortala bruk, kolhuset från 1789.

Anders Torstenson, som var greve av Ortala, måste år 1674 måste avstå Ortala grevskap och han förlorade genom reduktionen då hela sin stora förmögenhet. Orten Ortala ligger på fastlandet invid Väddöviken i Norrtälje kommun och har tidigare haft ett vallonbruk. Vid Ortala anlades 1586 ett järnbruk som blev kronobruk på 1600-talet. Henrik Lemmens arrenderade bruket 1626 och införde vallonsmide. Fadern Lennart Torstenson, som ofta betraktades som den främste av Gustav II Adolfs fältmarskalker, fick 1647 bruket i förläning som huvudgård i ett åt honom inrättat grevskap. Grevskapet drogs in i samband med Karl XI:s reduktion in till kronan igen. Bruket brändes ner under rysshärjningarna 1719, men återuppbyggdes. Ortala omfattade på den tiden ett mycket stort område av Roslagen.

## Segersjö herrgård

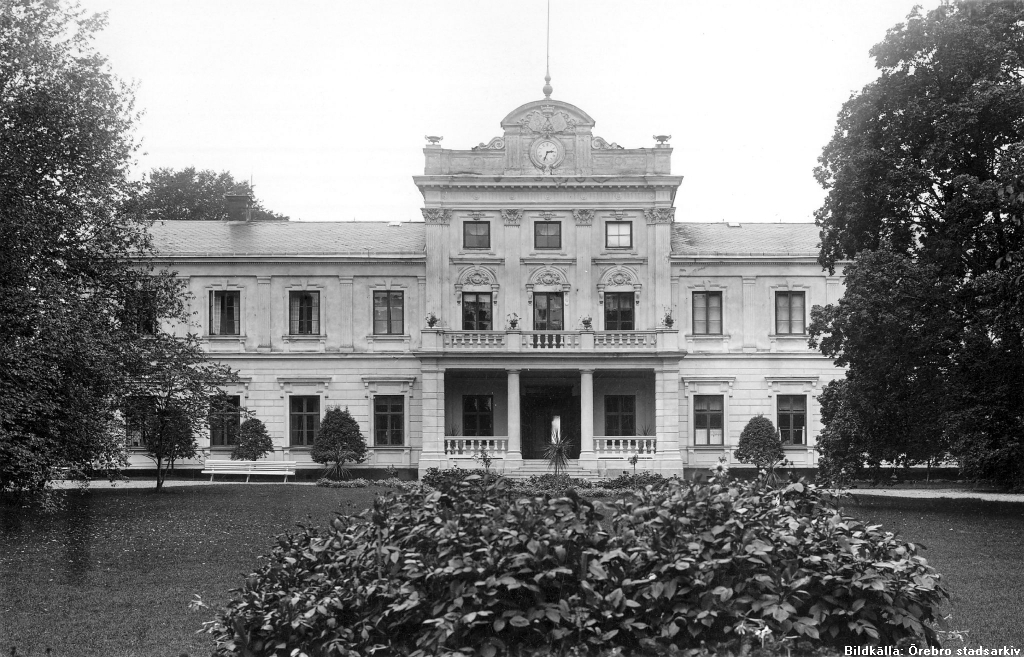
Segersjö herrgård i Närke på 1930-talet.

Segersjö herrgård ligger på en udde vid Kvismare kanals mynning i Hjälmaren i Lännäs socken, Närke, i nuvarande Örebro kommun. Herrgården byggdes 1776 och om- och tillbyggdes 1876, då mittpartiet fick en tredje våning. Segersjö skänktes av drottning Kristina till fältmarskalken Lennart Torstenson. Villkoret var att han till von der Lindes arvingar skulle betala en lösepenning av 61 520 daler silvermynt. Då Segersjö skulle dras in till kronan vid fjärdepartsräfsten, avvärjde Karl X Gustav förslaget med orden: "Om Segersjö låge på min borggård, skulle Torstensons arvingar det behålla, ty riket kan ej nog betala hans stora förtjänster." Godset drogs in ändå 1681, utan hänsyn till den stora lösepenningen, men återgavs av Karl XII till greve Carl Ulrik Torstenson. Efter hans död, 1727, sålde arvingarna Segersjö herrgård till riksrådet greve Ture Gabriel Bielke, som 1731 gift sig med greve Carl Ulrik Torstensons änka grevinnan Anna Margareta Oxenstierna af Croneborg. Greve Thure Gabriel Bielke var krigare och politiker och han kom då också att bli till Ulvsunda slott i 33 år, åren 1731–1763. De fick tillsammans sonen Axel Bielke som vid tolv års ålder blev kammarherre och avled ogift vid 20 års ålder. Bielke och Torstenson var ju officerskamrater under Karl XII. I sitt första äktenskap hade Thure Gabriel Bielke dottern Christina Sophia Bielke gift med Carl Rudenschöld och stammoder till grevliga ätten Rudenschöld.

## Torstensonska gravkoret
Anders Torstenson blev begraven 28 oktober 1687 i Torstensonska gravkoret  i Riddarholmskyrkan i en med svart sammet beklädd och med försilvrade beslag försedd kopparkista, prydd med fulla vapnet samt på locket ett kors och vid fötterna en dödskalle. Han skänkte 1665 till Lännäs kyrka i Lännäs socken i nuvarande Örebro län en gammalmodig altartavla med namn och vapen. Torstensonska gravkoret uppfördes 1651 för hans far fältherren Lennart Torstenson (1603–1651). Det består av ett underjordiskt gravvalv och över det ett minneskapell. På vardera sidor om gravkoret finns stentavlor med ett äreminne över Torstenson, författat av Olof von Dalin.